# Матроид
Матроид — классификация подмножеств некоторого множества, представляющая собой обобщение идеи независимости элементов, аналогично независимости элементов линейного пространства, на произвольное множество.

## Аксиоматическое определение
Матроид — пара {\displaystyle (X,I)}, где {\displaystyle X} — конечное множество, называемое носителем матроида, а {\displaystyle I} — некоторое множество подмножеств {\displaystyle X}, называемое семейством независимых множеств , то есть {\displaystyle I\subset } {\displaystyle 2^{X}}. При этом должны выполняться следующие условия:
1. Пустое множество является независимым множеством, т.е. {\displaystyle \varnothing \in I}.
2. Все подмножества независимого множества также независимые множества, т.е. если {\displaystyle A\in I} и {\displaystyle B\subset A}, то {\displaystyle B\in I}.
3. Если {\displaystyle A,B\in I} и мощность A больше мощности B, то существует {\displaystyle x\in A\setminus B} такой, что {\displaystyle B\cup \{x\}\in I}.

Базами матроида называются максимальные по включению независимые множества.
Подмножества {\displaystyle X}, не принадлежащие {\displaystyle I}, называются зависимыми множествами.
Минимальные по включению зависимые множества называются циклами матроида. Это понятие используется в альтернативном определении матроида.

## Определение в терминах циклов
Матроид — пара {\displaystyle (X,C)}, где {\displaystyle X} — носитель матроида, а {\displaystyle C} — семейство непустых подмножеств {\displaystyle X}, называемое множеством
циклов матроида, для которых выполняются следующие условия:
1. Ни один цикл не является подмножеством другого.
2. Если {\displaystyle x\in C_{1}\cap C_{2}}, то {\displaystyle C_{1}\cup C_{2}\setminus \{x\}} содержит цикл.

## Определение в терминах правильного замыкания
Пусть {\displaystyle (P,\leq )} — частично упорядоченное множество. {\displaystyle H:P\to P} — замыкание в {\displaystyle (P,\leq )}, если
1. Для любого x из P : {\displaystyle H(x)\geq x}.
2. Для любых x, y из P : {\displaystyle x\leq y\Rightarrow H(x)\leq H(y)}.
3. Для любого x из P : {\displaystyle H{\big (}H(x){\big )}=H(x)}.

Рассмотрим {\displaystyle (P,\leq )=(2^{S},\leq )} случай, когда частично упорядоченное множество — булева алгебра. Пусть {\displaystyle A\to H(A)} — замыкание {\displaystyle A\subset S}.
1. Замыкание правильно (аксиома правильного замыкания), если {\displaystyle (p\not \in A,p\in H(A\cup \{q\}))\Rightarrow q\in H(A\cup \{p\})}
2. для любого {\displaystyle A\subset S} существует такое {\displaystyle B\subset A}, что
  1. {\displaystyle |B|<+\infty }
  2. {\displaystyle H\left(B\right)=H\left(A\right)}

Пара {\displaystyle (S,A\to H(A))}, где {\displaystyle A\to H(A)} — правильное замыкание на {\displaystyle (2^{S},\leq )}, называется матроидом.

## Примеры
1. Универсальный матроид Un k. Множество X имеет мощность n, независимыми множествами являются подмножества мощностью не больше k. Базы — подмножества мощностью k.
2. Матроид циклов графа. Множество X — множество ребер графа, независимые множества — ациклические подмножества этих ребер, циклы — простые циклы графа. Базами являются остовные леса графа. Матроид называется графическим, если он является матроидом циклов некоторого графа.[2]
3. Матроид подмножеств множества ребер графа, таких что удаление подмножества оставляет граф связным.
4. Матроид коциклов графа. Множество X — множество ребер, коциклы — минимальные множества, удаление которых приводит к потере связности графа. Матроид называется кографическим, если он является матроидом коциклов некоторого графа.[2]
5. Матричный матроид. Семейство всех линейно независимых подмножеств любого конечного множества векторов произвольного непустого векторного пространства является матроидом.

Определим множество E, как множество состоящее из {1, 2, 3, .., n} — номеров столбцов некоторой матрицы, а множество I, как множество состоящее из подмножеств E, таких, что векторы, определяемые ими, являются линейно независимыми над полем вещественных чисел R. Зададимся вопросом — какими свойствами обладает построенное множество I?
1. Множество I непусто. Даже если исходное множество E было пусто — E = ∅, то I будет состоять из одного элемента — множества, содержащего пустое. I = { {∅} }.
2. Любое подмножество любого элемента множества I также будет элементом этого множества. Это свойство понятно — если некоторый набор векторов линейно независим над полем, то линейно независимым будет также любой его поднабор.
3. Если A, B ∈ I, причем |A| = |B| + 1, тогда существует элемент x ∈ A − B , такой что B ∪ {x} ∈ I.

Докажем, что в рассмотренном примере множество линейно независимых столбцов действительно является матроидом. Для этого достаточно доказать третье свойство из определения матроида. Проведем доказательство методом от противного.
Доказательство. Пусть A, B ∈ I и |A| = |B| + 1. Пусть W будет пространством векторов, охватываемым A ∪ B . Понятно, что его размерность будет не менее |A|. Предположим, что B ∪ {x} будет линейно зависимо для всех x ∈ A − B (то есть третье свойство не будет выполняться). Тогда B образует базис в пространстве W. Из этого следует, что |A| ≤ dim W ≤ |B|. Но так как по условию A и B состоят из линейно независимых векторов и |A| > |B|, получаем противоречие. Такое множество векторов будет являться матроидом.

## Дополнительные понятия
- Двойственным данному матроиду называется матроид, носитель которого совпадает с носителем данного матроида, а базы — дополнения баз данного матроида до носителя. То есть X* = X, а множество баз двойственного матроида — это множество таких B*, что B* = X \ B, где B — база данного матроида.
- Циклом (или цепью) в матроиде называется такое множество A ⊂ X, что A ∉ I, и для любого B ⊂ A, если B ≠ A, то B ∈ I
- Рангом матроида называется мощность его баз. Ранг тривиального матроида равен нулю.

## Матроид Фано
Матроиды с маленьким числом элементов часто изображают в виде диаграмм. Точки — это элементы основного множества, а кривые «протянуты» через каждую трёхэлементную цепь.
Диаграмма показывает 3-ранговый матроид, называемый матроидом Фано, пример, который появился в 1935 в статье Уитни.
Название возникло из того факта, что матроид Фано представляет собой проективную плоскость второго порядка, известную как плоскость Фано, чьё координатное поле — это двухэлементное поле. Это означает, что матроид Фано — это векторный матроид, связанный с семью ненулевыми векторами в трехмерном векторном пространстве над полем двух элементов.
Из проективной геометрии известно, что матроид Фано непредставим произвольным множеством векторов в вещественном или комплексном векторном пространстве (или в любом векторном пространстве над полем, чьи характеристики отличаются от 2).

## Теоремы
- Все базы матроида имеют одинаковую мощность.
- Матроид однозначно задается носителем и базами.
- Цикл не может быть подмножеством другого цикла.
- Если {\displaystyle C_{1}} и {\displaystyle C_{2}} — циклы, то для любого {\displaystyle x\in C_{1}\cap C_{2}:C_{1}\cup C_{2}\setminus \{x\}} содержит цикл.
- Если {\displaystyle B} — база и {\displaystyle x\notin B}, то {\displaystyle B\cup \{x\}} содержит ровно один цикл.

## Применение
- Матроиды хорошо описывают класс задач, допускающих «жадное» решение. См. жадный алгоритм Радо — Эдмондса
- Матроиды в комбинаторной оптимизации